# Olefinación de Julia
La olefinación de Julia  (también conocida como olefinación de Julia-Lythgoe) consiste en la formación de alquenos di- o tri- substituidos a partir de fenil sulfonas. Fue reportada por primera vez en 1973 por M. Julia y J.-M Paris. Esta reacción presenta alta estereoselectividad y se genera preferentemente el alqueno con isomería (E). La utilidad de esta reacción se basa en la adición de otros sustituyentes en los átomos de carbono que forman el doble enlace.
La olefinación de Julia consiste en las siguientes reacciones:
1. Por medio de una reacción de metalación generar el compuesto carbaniónico en el carbono α a la sulfona.
2. Adición de la α-metalada fenil sulfona a un aldehído o cetona.
3. Formación del éter correspondiente tras la adición de un halogenuro orgánico.
4. Eliminación reductiva utilizando Na(Hg) (amalgama de sodio) o SmI2 (yoduro de samario).

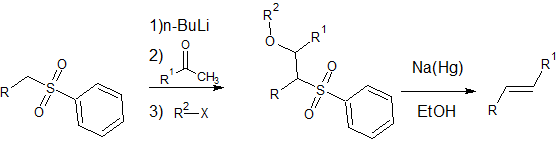
Figura 1. Serie de reacciones olefinación de Julia

## Mecanismo de reacción
El n-BuLi reacciona con los hidrógenos ácidos del carbono α a la fenil sulfona para formar el correspondiente carbanión. Éste, en presencia de una especie con un grupo carbonilo reacciona para formar la β-alcoxi sulfona, que en presencia de un halogenuro orgánico forma el éter correspondiente por el mecanismo vía SN2. Finalmente, en presencia de un agente reductor, se elimina la fenil sulfona para generar el alqueno sustituido.

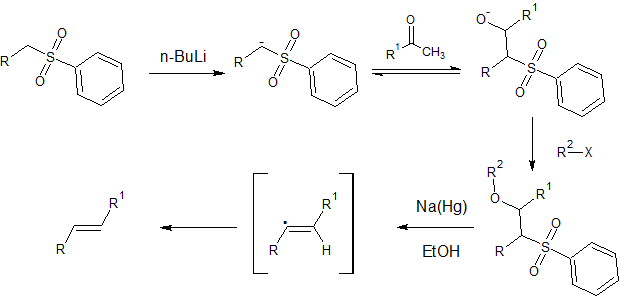
Figura 2. Mecanismo de reacción olefinación de Julia

El mecanismo de la eliminación reductiva todavía se desconoce, sin embargo se ha demostrado por estudios que éste varía dependiendo del agente reductor utilizado. Se presenta el mecanismo de reacción vía SET (Single Electron Transfer) utilizando Na(Hg) como agente reductor.

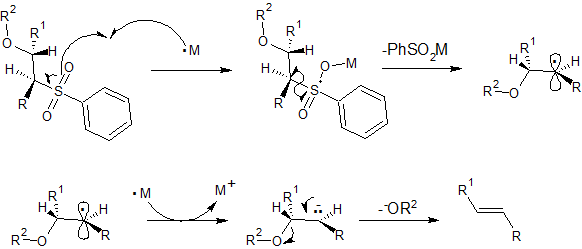
Figura 3. Eliminación reductiva de la fenil sulfona.

## Usos y aplicaciones
Se ha sintetizado por medio de estas reacciones la (-)-Calistatina A, compuesto natural obtenido de la esponja marina Callyspongia truncata. Además se ha logrado la síntesis del antibiótico indolizomicina por medio de la misma reacción.